# Sentier (métro de Paris)
Pour les articles homonymes, voir Sentier.
Sentier est une station de la ligne 3 du métro de Paris, située dans le 2e arrondissement de Paris.

## Situation
La station est implantée à l'est du quartier du Mail, à sa limite administrative avec le quartier de Bonne-Nouvelle. Elle se trouve sous la rue Réaumur à l'intersection avec la rue de Cléry et la rue du Sentier, les quais étant établis entre ce dernier carrefour et le croisement avec la rue des Petits-Carreaux. Approximativement orientée selon un axe est-ouest, elle s'intercale entre les stations Bourse et Réaumur - Sébastopol, tout en se situant à proximité du tunnel commun aux lignes B et D du RER (entre les gares de Châtelet - Les Halles et de Paris-Nord), qui croise la ligne 3 en profondeur.

## Histoire
La station est ouverte le 20 novembre 1904, soit près d'un mois après la mise en service du premier tronçon de la ligne 3 entre les terminus provisoires d'Avenue de Villiers (aujourd'hui Villiers) et de Père Lachaise. Jusqu'à son achèvement, les rames de métro la traversaient sans y marquer l'arrêt.
Elle doit sa dénomination à sa proximité avec la rue du Sentier, au sein quartier éponyme, dont le nom (d'origine incertaine) renverrait à un ancien sentier local sur lequel cette voie aurait été tracée.
Dans les années 1960, les quais font l'objet d'une modernisation par la mise en place d'un carrossage métallique sur les piédroits, doté de montants horizontaux de couleur vert d'eau ainsi que de cadres publicitaires dorés, éclairés par le haut. Cet aménagement, alors largement déployé sur le réseau en tant que moyen de rénover les stations rapidement et à moindre coût, voit ses lambris métalliques repeints en blanc dans les années 1990 et ses bancs d'origine remplacés par des sièges de style « Motte » jaunes, lesquels rompent ainsi l'uniformité colorimétrique de la décoration.
Dans le cadre du programme « Renouveau du métro » de la RATP, les couloirs de la station et la salle de distribution des titres de transport sont rénovés à leur tour le 16 mai 2003.
Le 20 mars 2018, la moitié des plaques nominatives sur les quais de la station sont provisoirement remplacées par la RATP afin de célébrer l'arrivée du printemps, en parallèle d'une distribution de fleurs aux usagers, comme dans cinq autres stations,. Les nouvelles plaques représentent une pancarte en bois ornée de végétaux, sur laquelle le nom de la station est gravé en lettres capitales.

### Fréquentation
Selon les estimations de la RATP, la station a vu entrer 3 420 249 voyageurs en 2019, ce qui la place à la 145e position des stations de métro pour sa fréquentation sur 302,. En 2020, avec la crise du Covid-19, son trafic annuel tombe à 1 601 006 voyageurs, la reléguant alors au 161e rang, avant de remonter progressivement en 2021 avec 2 222 744 entrants comptabilisés, ce qui la classe à la 156e position des stations du réseau pour sa fréquentation cette année-là.

## Services aux voyageurs

### Accès
La station dispose de deux accès débouchant sur la rue Réaumur :
- l'accès no 1 « Rue du Sentier » occupant le rez-de-chaussée de l'immeuble du no 97 de cette rue ;
- l'accès no 2 « Rue des Petits-Carreaux » se trouvant au droit du du no 87 de la rue Réaumur, à l'angle formé par l'allée Pierre-Lazareff et la rue des Petits-Carreaux.

L'accès principal étant l'une des rares entrées du réseau à être établies dans un immeuble, à l'image du métro de Londres, son mât de signalisation s'inspire de la cocarde londonienne. Prenant la forme d'un un « M » rouge entouré de bleu, ce modèle unique à Paris est apparu dans les années 1930, ou 1950,. L'entrée secondaire est ornée quant à elle d'un édicule Guimard inscrit au titre des monuments historiques par l'arrêté du 29 mai 1978, protection renouvelée le 12 février 2016.

Accès à la station
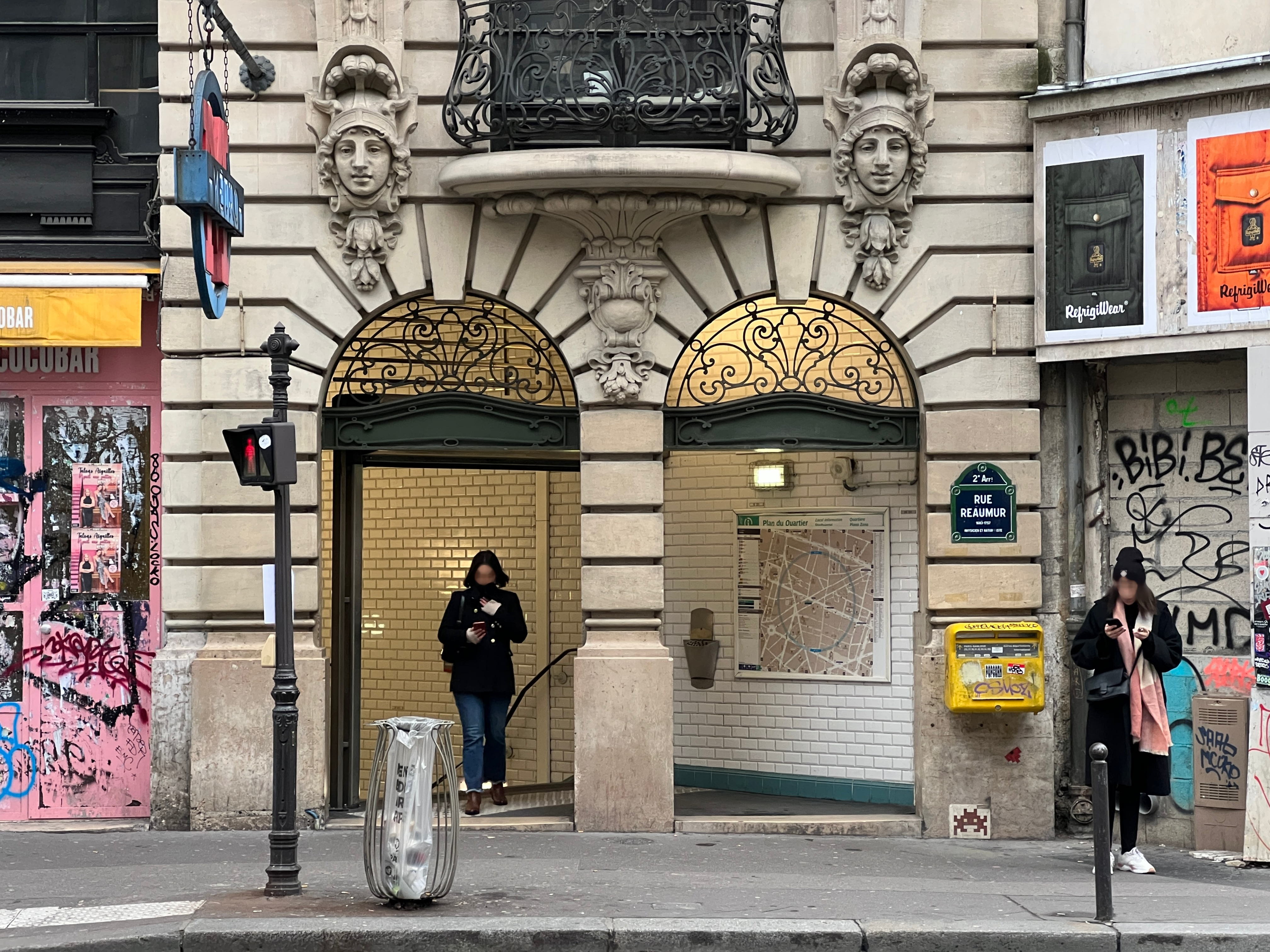
L'accès no 1, « Rue du Sentier ».
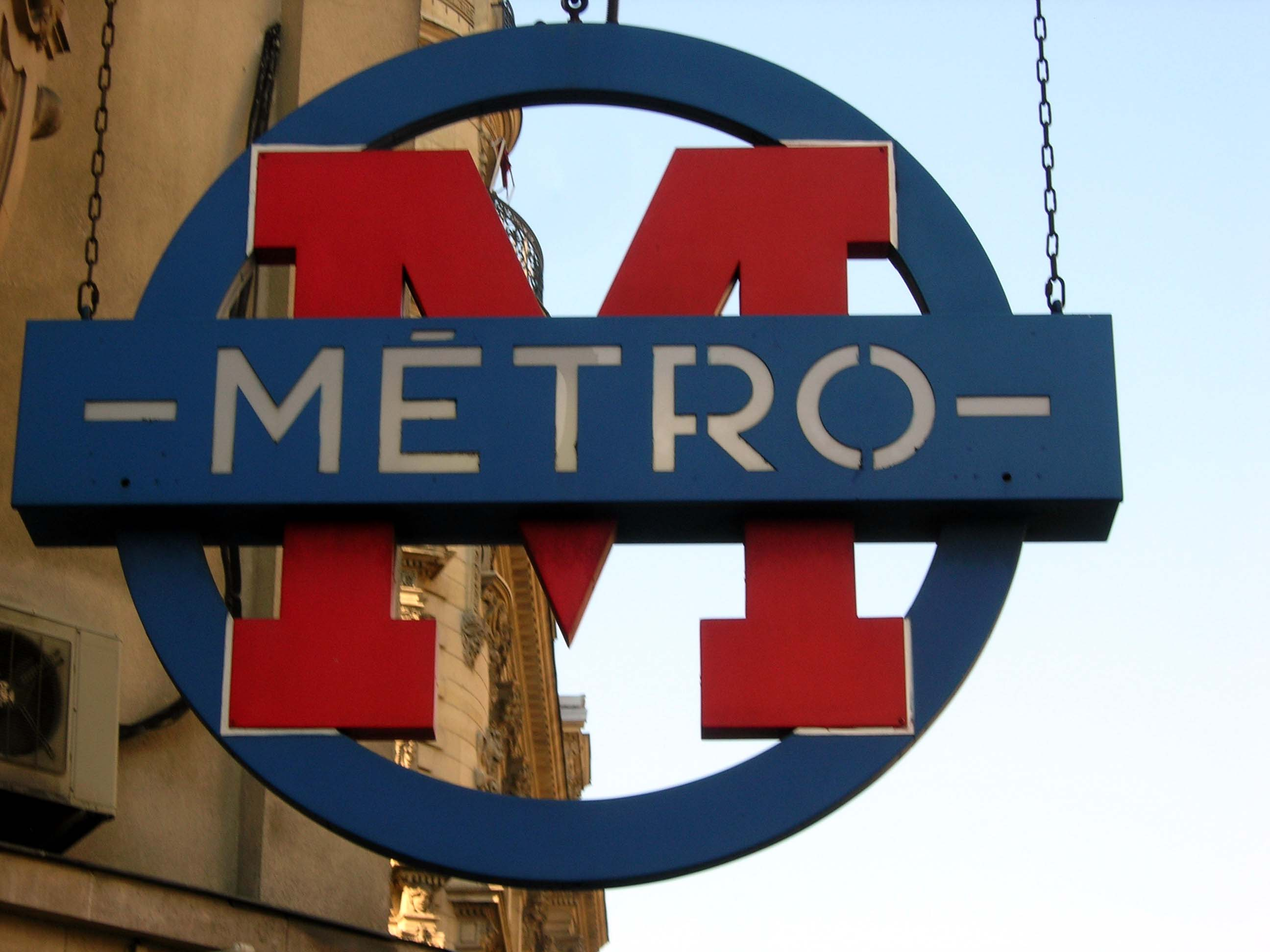
Signal unique inspiré du métro de Londres.
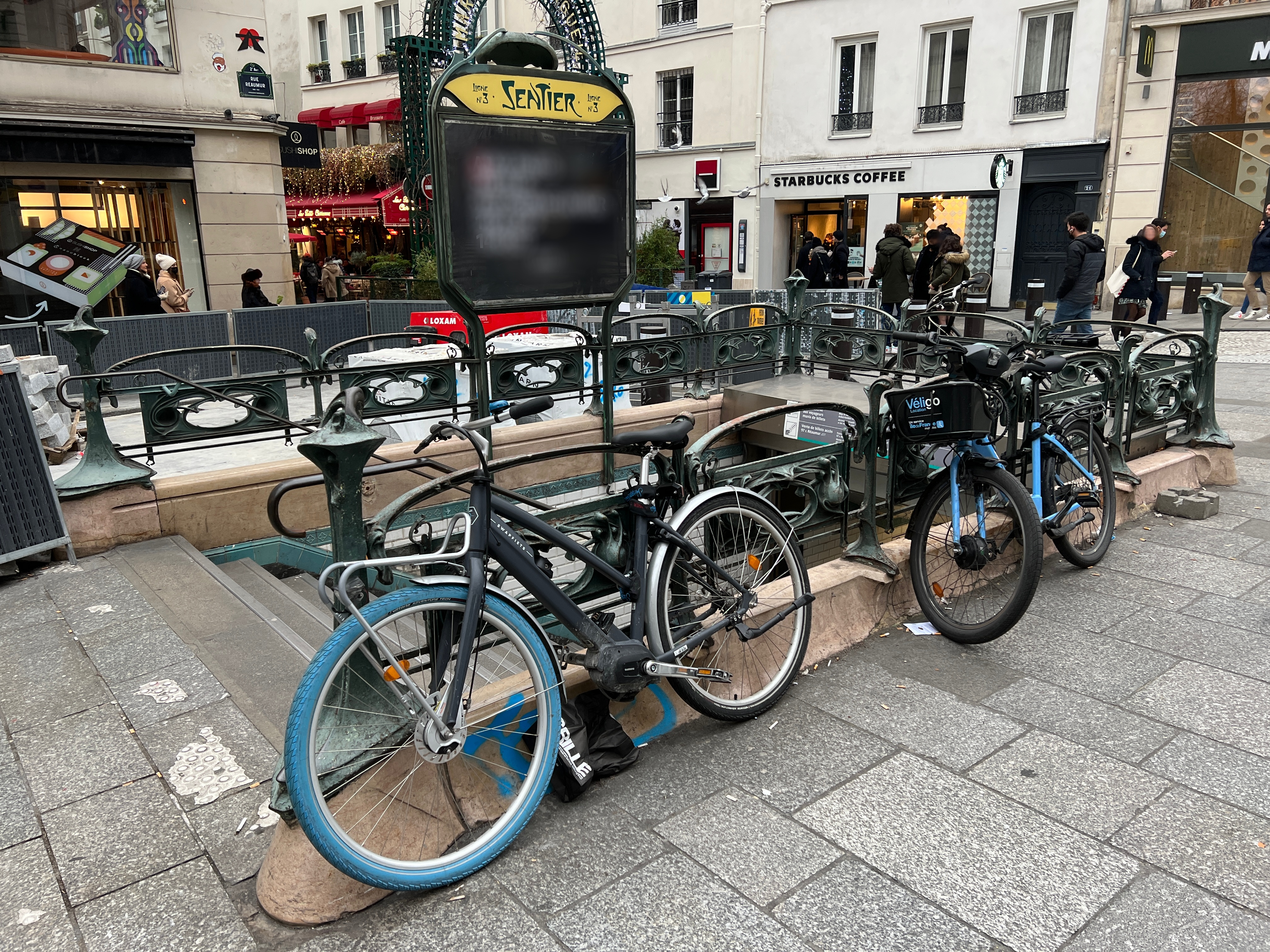
L'accès no 2, « Rue des Petits-Carreaux ».

### Quais
Sentier est une station de configuration standard pour le métro de Paris : elle possède deux quais, d'une longueur conventionnelle de 75 mètres, séparés par les voies du métro situées au centre et la voûte est elliptique. Depuis les années 1960, les pieds-droits sont revêtus d'un carrossage métallique avec des montants horizontaux peints en blanc ainsi que des cadres publicitaires dorés, éclairés par le haut. Cet aménagement est complété par des sièges de style « Motte » jaunes, lesquels rompent ainsi l'uniformité colorimétrique de la décoration. Les carreaux en céramique blancs biseautés recouvrent les piédroits, la voûte ainsi que les tympans, l'éclairage est assuré par des tubes indépendants et le nom de la station est inscrit en police de caractères Parisine sur des plaques émaillées incorporées au carrossage publicitaire.
En 2025, la station est une des cinq dernières du réseau à avoir conservé son carrossage typique des années 1960 sur les quais, avec Parmentier sur la même ligne ainsi que les stations Falguière, Vaugirard et Convention sur la ligne 12.

Accès à la station
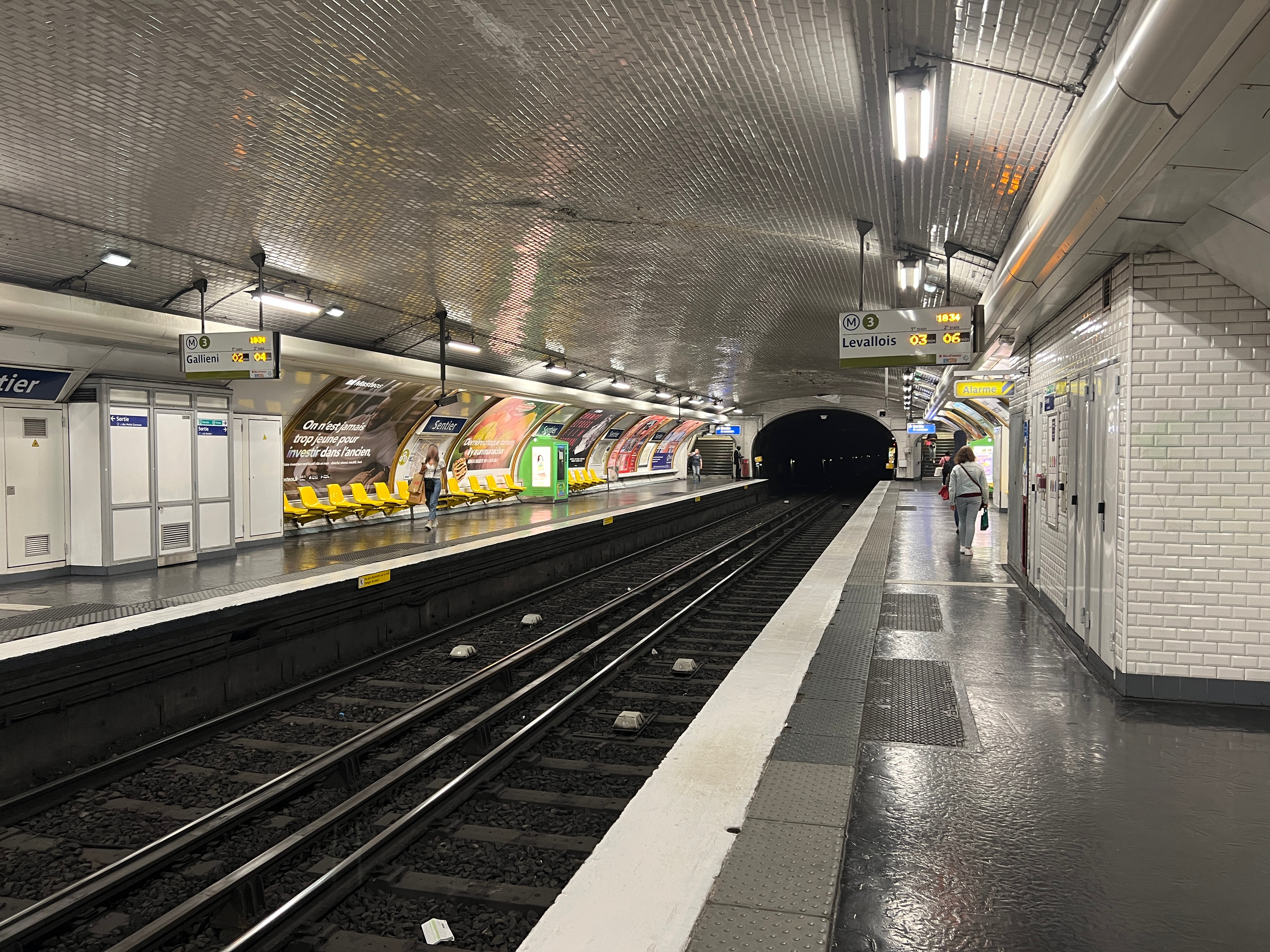
Vue des quais en direction de Pont de Levallois - Bécon.
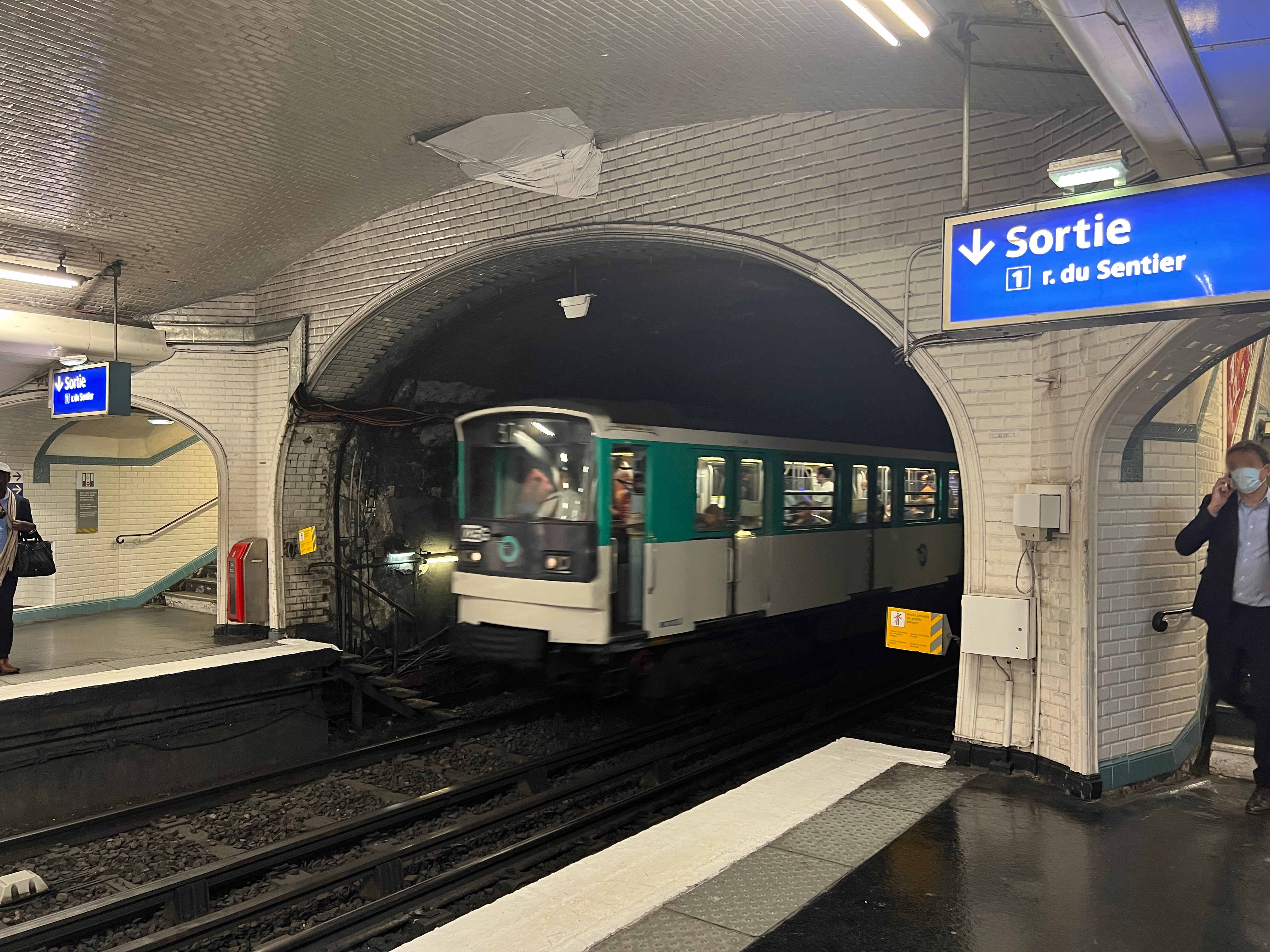
Entrée d'une rame MF 67 en direction de Gallieni.
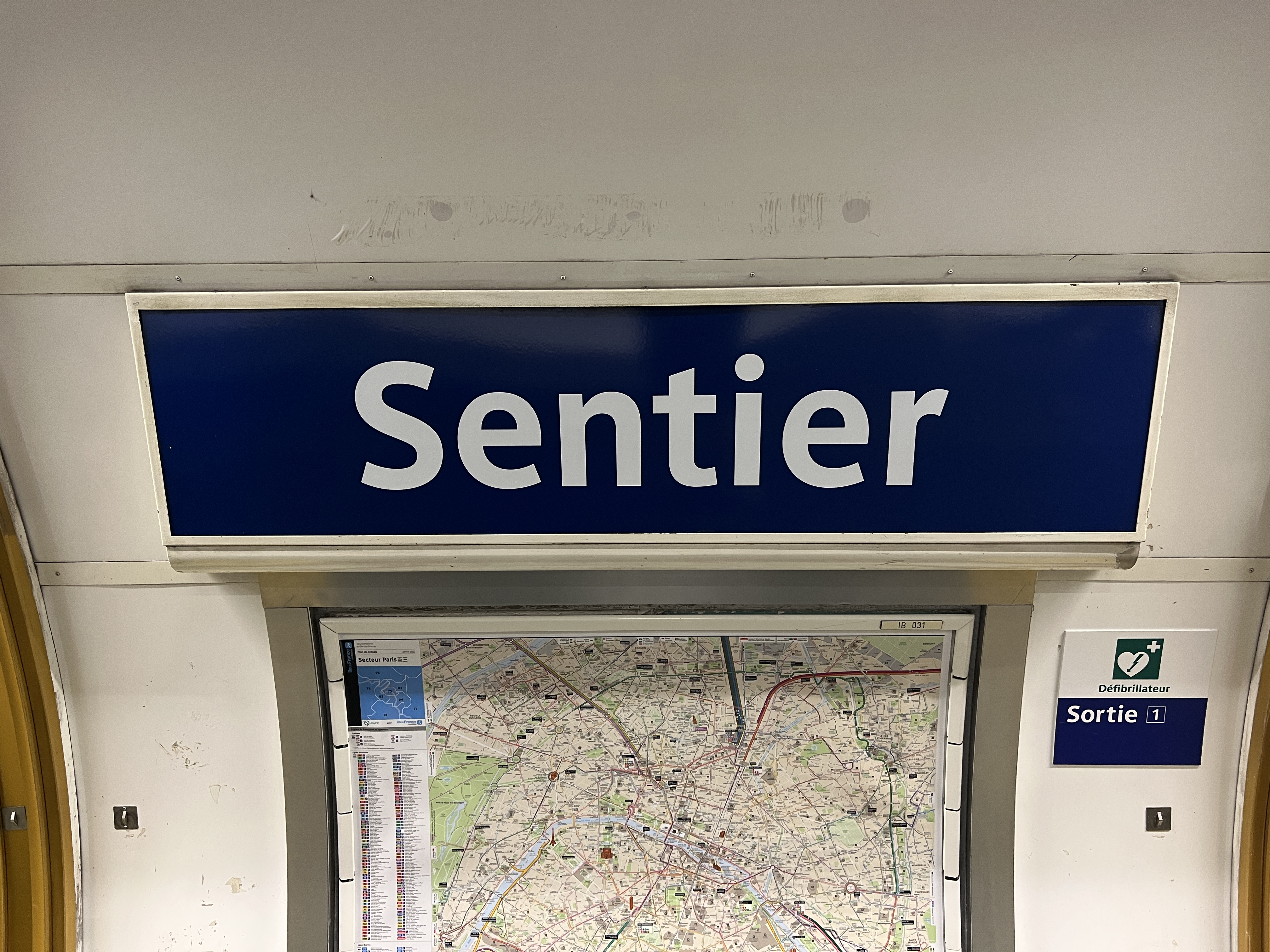
Plaque émaillée indiquant le nom de la station.

### Intermodalité
La station est desservie par les lignes 20 et 39 du réseau de bus RATP.

## À proximité
- Quartier du Sentier
- Quartier Montorgueil
- Statue de sainte Catherine
- Galerie du Caire
- Passage du Caire
- Galerie Sainte-Foy
- Poste centrale du Louvre